# Torneo de Almatý 2024
El Almatý Open 2024 fue un torneo de tenis perteneciente al ATP Tour 2024 en la categoría ATP Tour 250. El torneo tuvo lugar en la ciudad de Almatý (Kazajistán) desde el 14 hasta el 20 de octubre de 2024 sobre pistas rápidas.

## Distribución de puntos
| Modalidad            | Campeón | Finalista | Semifinales | Cuartos de final | 2ª ronda | 1ª ronda | Clasificados | 2ª ronda de clasificación | 1ª ronda de clasificación |
| Individual masculino | 250     | 165       | 100         | 50               | 25       | 0        | 13           | 7                         | 0                         |
| Dobles masculino     | 250     | 150       | 90          | 45               | 20       | 0        | -            | -                         | -                         |

## Cabezas de serie

### Individuales masculino
| Tenista             | Ranking | Preclasificado |
| Frances Tiafoe      | 17      | 1              |
| Alejandro Tabilo    | 23      | 2              |
| Karen Khachanov     | 25      | 3              |
| Francisco Cerúndolo | 31      | 4              |
| Tomáš Macháč        | 33      | 5              |
| Zhizhen Zhang       | 41      | 6              |
| Fábián Marozsán     | 48      | 7              |
| Adrian Mannarino    | 53      | 8              |

- Ranking del 2 de octubre de 2024.[2]

### Dobles masculino
| Tenista                           | Ranking | Preclasificados |
| Nathaniel Lammons Jackson Withrow | 40      | 1               |
| Sadio Doumbia Fabien Reboul       | 57      | 2               |
| Yuki Bhambri Albano Olivetti      | 87      | 3               |
| Guido Andreozzi N. Sriram Balaji  | 113     | 4               |

## Campeones

### Individual masculino
Karen Khachanov venció a  Gabriel Diallo por 6-2, 5-7, 6-3

### Dobles masculino
Rithvik Bollipalli /  Arjun Kadhe vencieron a  Nicolás Barrientos /  Skander Mansouri por 3-6, 7-6(7-3), [14-12]